# Selebi Pikwe
Cet article concerne le sous-district. Pour la ville minière, voir Selebi-Phikwe.
Selebi Pikwe est un sous-district dans le District central du Botswana.

## Population
Le sous-district compte 49 849 habitants en 2001 et sa population atteint 49 411 habitants au recensement de 2011,.
En 2011, la ville minière éponyme, Selibephikwe Township (ou Selebi-Phikwe[à vérifier]), ne compte qu'un millier d'habitants, les principales localités du sous-district étant Botshabelo North avec 10 457 habitants, Extension 12 avec 6 312 habitants et Sesame avec 6 148 habitants.